# Domenicane del Rosario perpetuo
Le Domenicane del Rosario perpetuo sono un istituto religioso femminile di diritto pontificio con case autonome.

## Storia

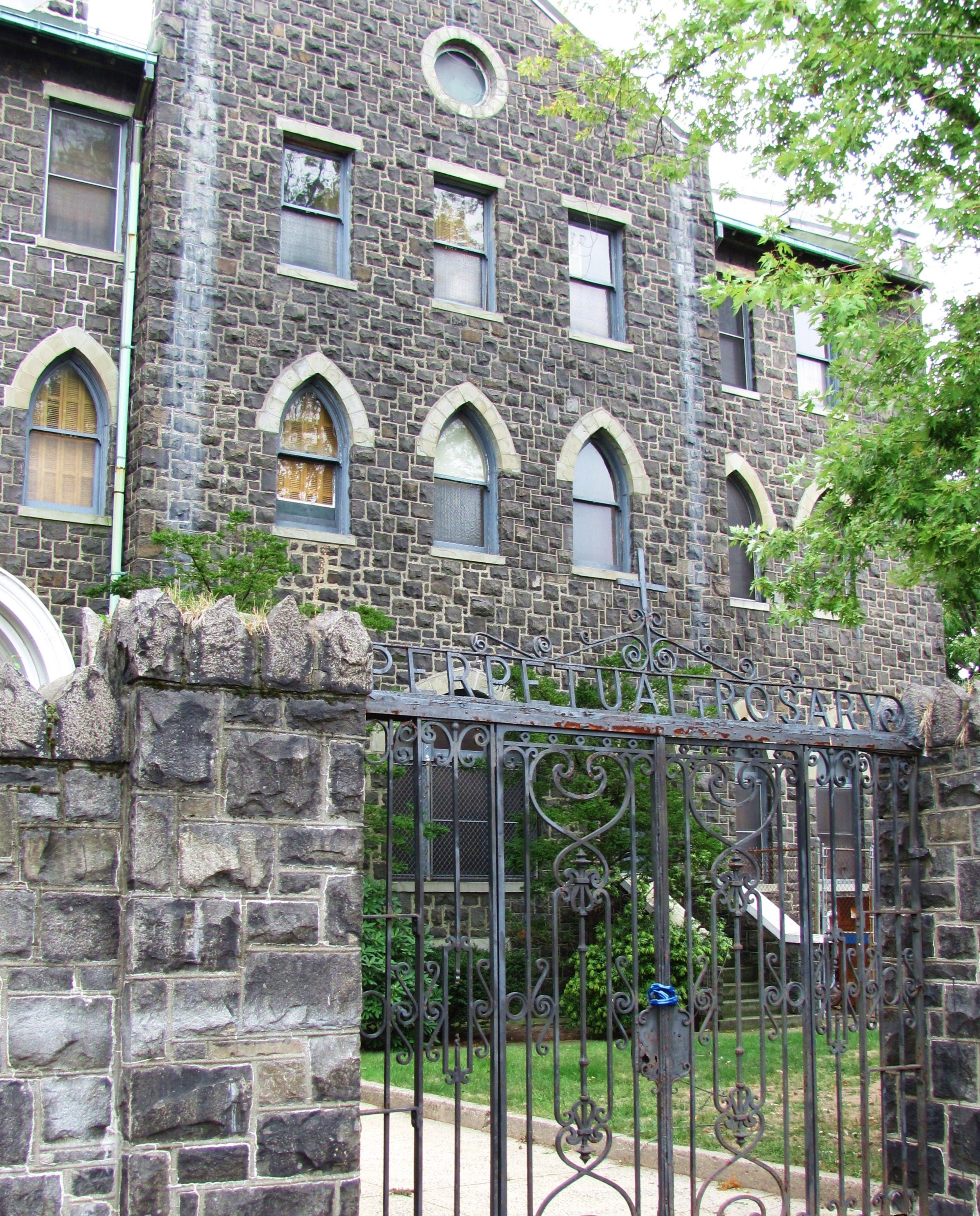
Il monastero di West Hoboken, il primo fondato negli Stati Uniti

L'istituto fu fondato dal sacerdote domenicano Damiano Maria Saintourens. Fin dalla giovinezza fu un grande propagatore della devozione mariana del Rosario e si era impegnato a diffondere l'associazione del Rosario perpetuo, sorta in Italia nel Seicento a opera dei domenicani Petronio Martini e Timoteo Ricci, i cui membri, divisi in gruppi, si impegnavano a recitare a turno il Rosario in ogni ora del giorno e della notte.
Saintourens pensò di riunire una comunità di religiose dedite essenzialmente alla recita perpetua del Rosario e le prime postulanti si riunirono per condurre vita comune nel maggio 1880 presso il convento delle domenicane del Terz'ordine insegnante di Calais: la comunità si trasferì presto nel monastero del Bon Secours presso Péruwelz e poi in quello di Val-des-Roses, a Lovanio. Il monastero ottenne l'aggregazione all'Ordine domenicano nel 1882 e le sue costituzioni furono approvate nel 1889.
Dopo il trasferimento di Saintourens a Saint-Hyacinthe, le domenicane del Rosario perpetuo ebbero una grande diffusione in Canada e negli Stati Uniti d'America: nel 1891 fu fondato il primo monastero a West Hoboken, nel New Jersey, nel 1897 quello di Hales Corners, nel Wisconsin, nel 1899 quello di Catonsville, nel Maryland, nel 1900 quello di Camden, sempre nel New Jersey, nel 1905 quello di Buffalo, nello stato di New York, nel 1909 quello di La Crosse, ancora nel Wisconsin; altri monasteri furono fondati in Europa, Africa e Giappone.
Nel 1930, in occasione del cinquantesimo anniversario della fondazione del primo monastero, dieci religiose provenienti da Camden fondarono un monastero del Rosario perpetuo a Roma, sul Gianicolo. Il monastero di Roma divenne il principale di una federazione comprendente quelli di Camden, Syracuse e Glasgow, ma per la mancanza di vocazioni italiane il 3 settembre 1968 la comunità fu soppressa.
L'ordine continuò a espandersi negli Stati Uniti. Il monastero di Baltimora dette vita a quelli di West Springfield (1922), di Union City (1919) e di Summit; il monastero di Summit diede origine a quello di North Guilford (1947) e quello di Buffalo a quello di Elmira (1944).

## Attività e diffusione
Le religiose seguono la regola del Second'ordine domenicano; si dedicano alla vita contemplativa mediante la recita dell'ufficio divino e quella continua del Rosario davanti a un'immagine della Beata Vergine del Rosario e al Santissimo Sacramento. Alcuni monasteri hanno attività proprie (quello di Glasgow, s'interessa dell'apostolato liturgico; quello di Summit è attivo nel campo della musica religiosa; a West Springfield si realizzano oggetti artistici; Elmira diede ospitalità ai profughi della zona devastata dall'uragano Agnes del 1972...).
Contano monasteri negli Stati Uniti d'America, in Francia e in Portogallo.
Alla fine del 2015 i monasteri di Domenicane del Rosario perpetuo erano 8 e le religiose 71.